# Cornelis Molenaer
Pour les articles homonymes, voir Molenaer.
Cornelis Molenaer (dit Le louche), né en 1540 à Anvers et mort en 1589 dans la même ville, est un peintre flamand connu pour ses paysages avec des scènes bibliques.

## Biographie
Il est né à Anvers, fils de Jan de Moelnere/Moelenere (mort vers 1555), peintre, et de Marie Haes Fransdochter. Il est admis comme "wijnmeester" (fils de maître) dans la Guilde de Saint-Luc d'Anvers en 1564, en même temps que son frère Jan II, Il passe sa carrière à Anvers.
Il peint principalement des paysages. « Cornelis procédait à la façon des peintres à la détrempe, sans se servir d’appuie-main. Il était d’ailleurs fort expéditif et travaillait à la journée pour qui voulait ».
Il vit pauvrement, une part de son activité consiste à intervenir sur les œuvres d'autres peintres en peignant des paysages.
Son fils Jan de Meuleneer devient un peintre de genre et son petit-fils Pieter Meulener est un éminent peintre de batailles et de paysages.

## Œuvre
Seules quelques œuvres de lartiste sont connues, toutes représentant des paysages avec une scène de la bible. Une composition intitulée Paysage boisé avec le bon Samaritain, portant le monogramme C M est dans la collection de la Gemäldegalerie, Berlin. Elle représente un large paysage boisé avec un village au loin et diverses scènes. Dans une scène, un vieil homme aide un homme nu allongé sur le sol. Dans une autre scène, un couple est attaqué par des soldats et tente de se défendre, la femme plus vigoureusement que l'homme. Certains villageois des environs semblent préoccupés par la situation, contrairement à un prêtre catholique qui passe à côté d'eux sans se préoccuper de la détresse des autres personnes présentes dans la composition. Il s'agit clairement d'une critique de l'église catholique.
Il collabore avec d'autres artistes locaux tels que Gillis Congnet et Gillis Mostaert pour lesquels il peint les paysages.

## Galerie

Œuvres de Cornelis Molenaer
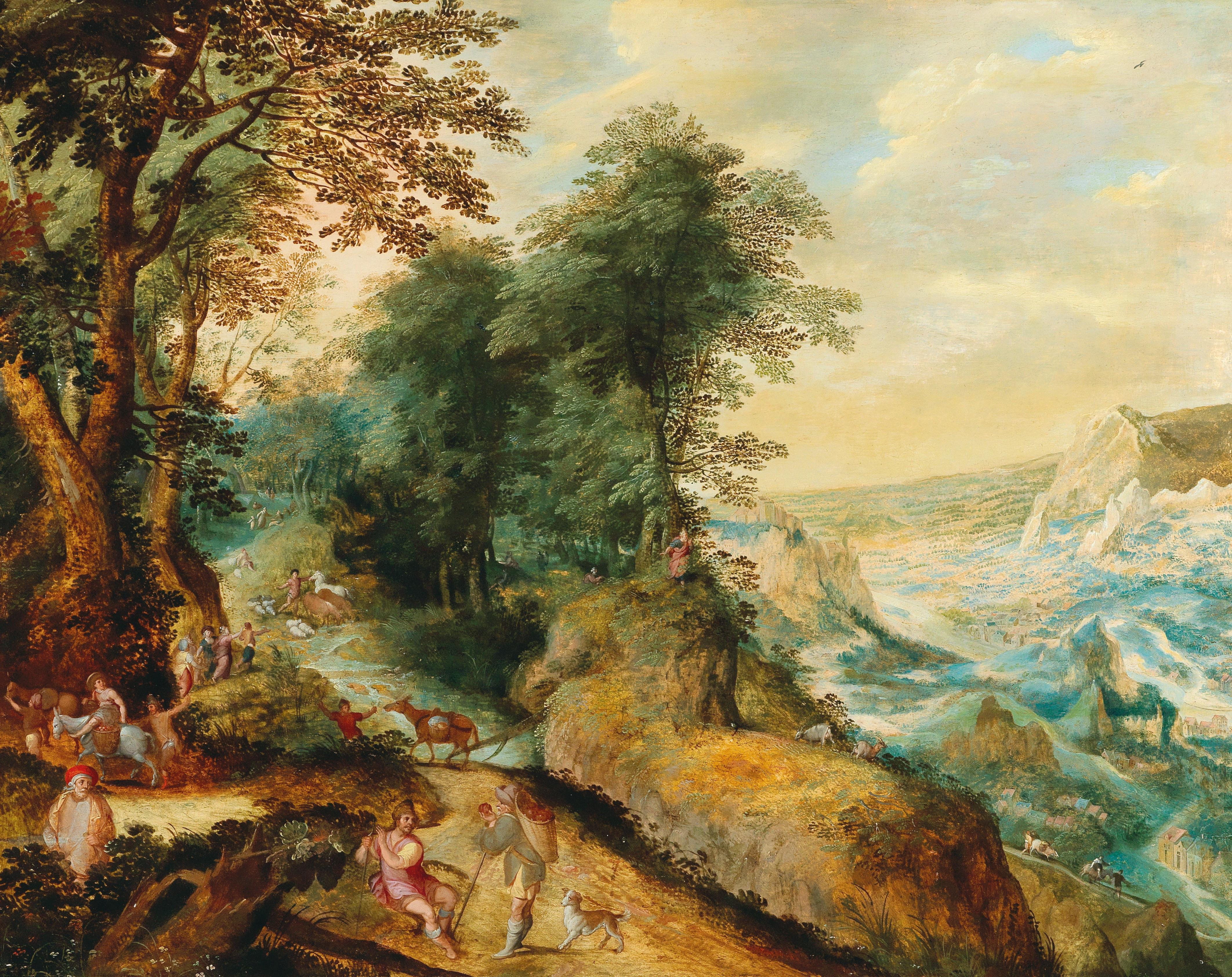
Moïse au Mont Nebo, huile sur panneau de bois, collaboration avec Gillis Mostaert.
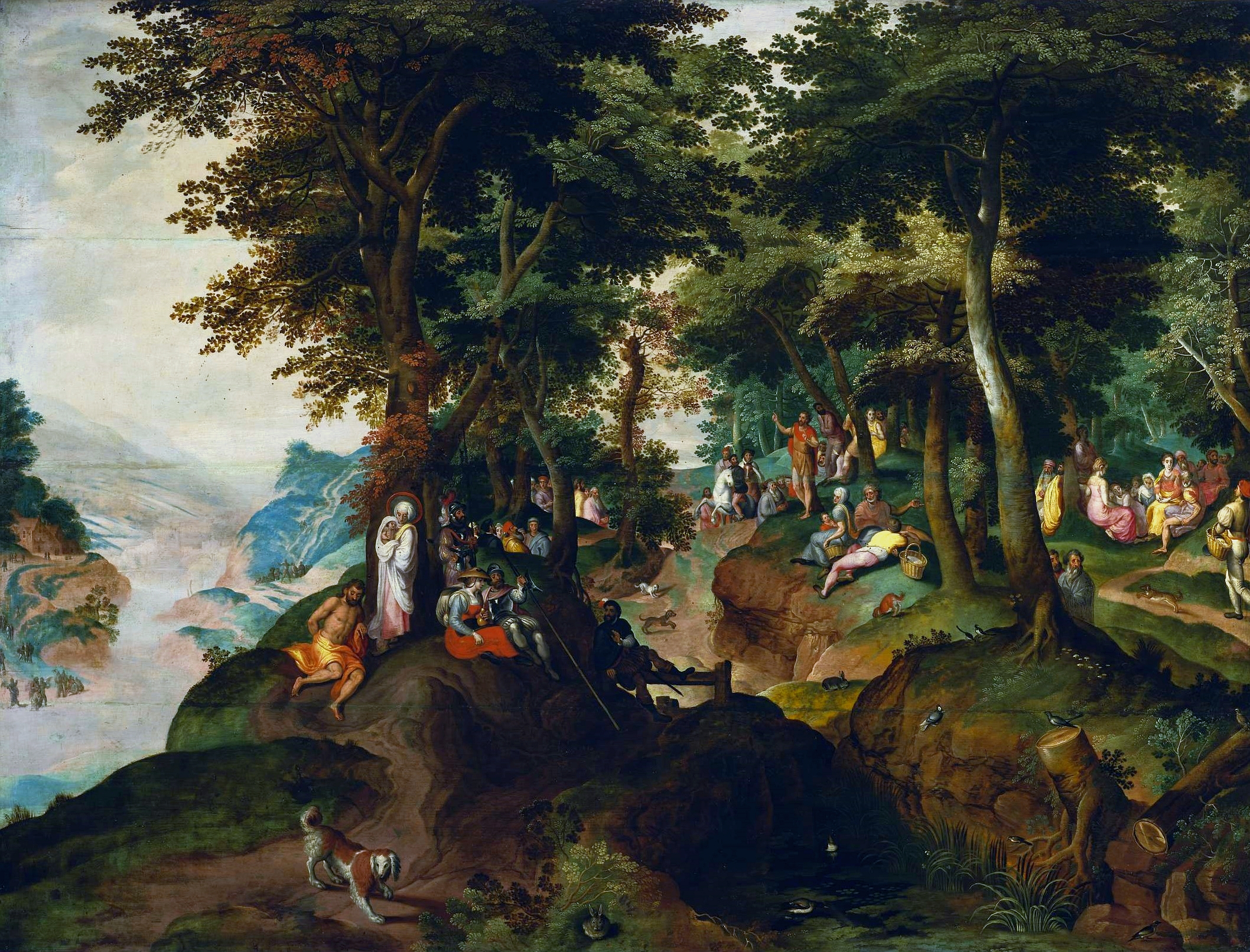
Saint-Jean, huile sur panneau de bois, collaboration avec Gillis Mostaert.
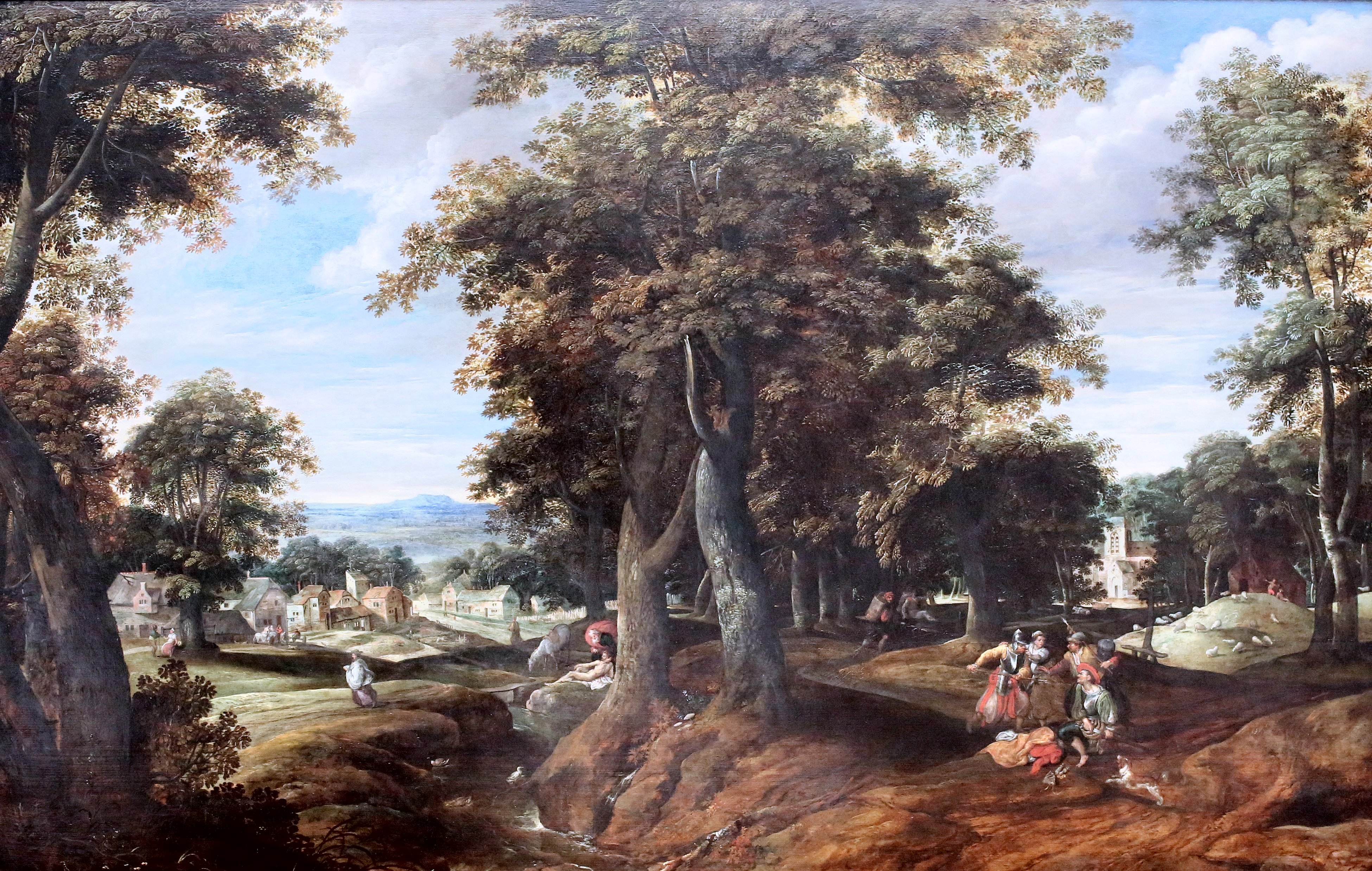
Paysage boisé avec le bon samaritain, huile sur panneau de bois, vers 1580.